# Ури, Антонио Джеймс
Антонио Джеймс Ури (итал. Antonio англ. James фр. Oury; 1800, Лондон — 25 июля 1883, Дирем, графство Норфолк) — британский скрипач.
Родился в семье осевшего в Англии француза, бывшего Наполеоновского офицера. Начал учиться музыке у Джорджа Макфаррена-старшего, затем занимался в Лондоне у Паоло Спаньолетти и Кристофа Готфрида Кизеветтера, а после 1820 года несколько раз ездил для профессионального совершенствования в Париж, где брал уроки игры у Пьера Байо, Родольфа Крейцера и Шарля Филиппа Лафона, а также уроки композиции у Франсуа Жозефа Фети.
В 1823—1830 гг. интенсивно концертировал в Англии как солист и ансамблист, в 1826 г. занял место концертмейстера в балетном составе оркестра Королевского театра, одновременно преподавал в Королевской академии музыки, где среди его учеников были Уильям Стерндейл Беннет и Джордж Александр Макфаррен.
В 1831 году женился на гастролировавшей в Лондоне пианистке Анне Каролине де Бельвиль и в дальнейшем выступал преимущественно в дуэте с ней. В 1832—1839 гг. супруги Ури совершили гастрольное турне по Германии, Австрии, России, Нидерландам, Бельгии и Франции, в 1846—1847 гг. последовало итальянское турне. В 1840—1860-е гг. с именем супругов Ури была связана деятельность Брайтонского музыкального союза — ансамбля камерной музыки, созданного по образцу Лондонского музыкального союза Джона Эллы. После 1868 года супруги жили на покое в Норфолке.
Исполнительская манера Ури была основана на французской скрипичной школе с прививкой итальянской виртуозности в манере Паганини, чьи лондонские гастроли 1831 года заметно повлияли на британского музыканта.